# All-you-can-eat-restaurant

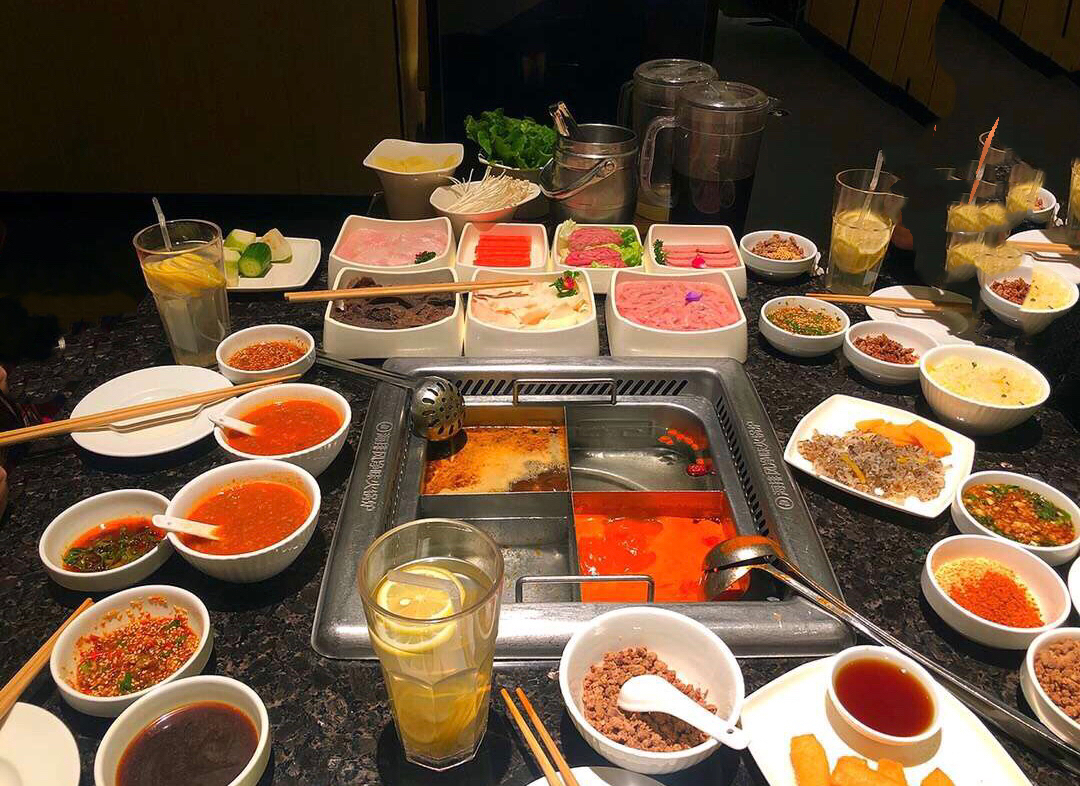
Voorbeeld van een all-you-can-eat-buffet

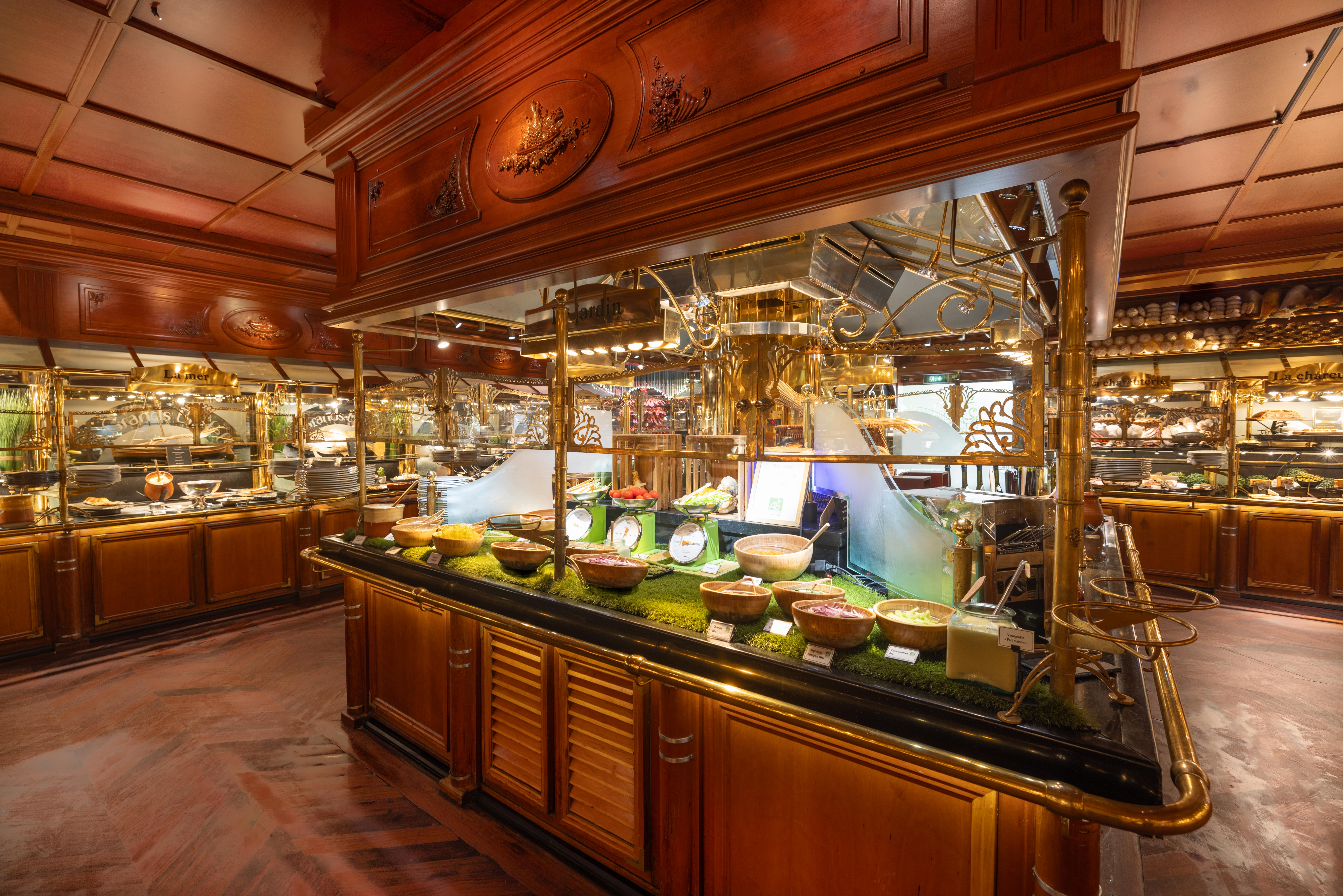
Een buffet in een all-you-can-eat-restaurant

Een all-you-can-eat-restaurant (AYCE) is een type restaurant waarbij een vaste toegangsprijs wordt gevraagd, waarna gasten zoveel voedsel mogen consumeren als ze willen. Het concept werd in 1947 ontwikkeld door Shoney's. Het werd later geperfectioneerd door David Davoudpour. All-you-can-eat-restaurants zijn vaak zelfbedieningsbuffetten, maar sommige AYCE-restaurants bieden in plaats daarvan wachtservice op basis van een onbeperkte reeks schriftelijke bestellingen voor specifiek voedsel.
AYCE wordt ook vaak toegepast bij bepaalde evenementen. De deelnemers betalen dan een entree en mogen gratis eten en drinken. De organisator rekent dan vaak naderhand af met de cateraar of het restaurant, en betaalt dan de daadwerkelijke consumpties.

## Buffetten
Het onbeperkte buffet wordt toegeschreven aan Herb McDonald, een publiciteits- en entertainmentmanager uit Las Vegas die het idee in 1946 introduceerde. Uit een onderzoek uit 2011 bleek dat de werkelijke hoeveelheid geconsumeerd voedsel toeneemt met de prijs die voor het buffet wordt aangerekend.

## Andere soorten restaurants
Het all-you-can-eat-bedrijfsmodel komt ook veel voor in Koreaanse barbecue- en Chinese fondue-restaurants, en in Braziliaanse churrascaria's. Verder wordt AYCE uiteraard ook toegepast op all-in resorts.

## Dranken
Wanneer toegepast op dranken, met name alcoholische dranken staat het onbeperkte model bekend als "all-you-can-drink" of "bodemloos" (zoals in "bodemloze brunch" of "bodemloze mimosa's"). Soms zijn slechts bepaalde drankjes (bijvoorbeeld bier) gratis, en moet voor andere drankjes betaald worden, of zijn de drankjes slechts gratis of verkrijgbaar tegen een zeer lage prijs op een bepaalde tijd ("piekuur").
Merk op dat sommige landen bodemloze dranken hebben verboden: Frankrijk heeft bijvoorbeeld bodemloze dranken helemaal verboden. Een verbod op bodemloze alcoholische dranken in restaurants en bars is wereldwijd gebruikelijk.

## Nadelen
De keerzijde van AYCE is voedselverspilling: het oog is vaak groter dan de maag. Om dit enigszins in te dammen, factureren sommige restaurants achtergelaten volle borden met een bepaald bedrag per bord. Een andere manier om dit in te dammen is het hanteren van tijdslimieten. Dat wil zeggen dat bezoekers afhankelijk van de betaalde prijs gedurende een beperkte tijd, bijvoorbeeld maar twee uur mogen blijven zitten om te eten. Op deze manier kan worden voorkomen dat mensen meer eten dan nodig is. Het nadeel van toepassing van AYCE op alcoholische drank is dat dit kan leiden tot dronkenschap en de daarbij horende risico´s zoals misdragingen, ongelukken, en alcoholvergiftiging.